# Eva Cruz
Eva Marie Cruz Dalmau (Guaynabo, 22 gennaio 1974) è un'ex pallavolista e allenatrice di pallavolo portoricana.
Giocava nel ruolo di schiacciatrice e opposto.

## Biografia
Nata a Guaynabo, è la sorella maggiore della pallavolista Áurea Cruz.

## Carriera

### Club
La carriera di Eva Cruz inizia nella stagione 1989, quando debutta nella Liga de Voleibol Superior Femenino con le Mets de Guaynabo, facendo incetta di premi individuali al termine del campionato; nel corso della sua lunga militanza nella franchigia di Guaynabo, raggiunge tre volte le finali scudetto, aggiudicandosi quelle del torneo 1993-94 e del torneo 1995, premiata come MVP delle finali in entrambe le occasioni. Cambia maglia solo nella stagione 1992, quando gioca in prestito nelle Volleygirls de Guayanilla.
Nella stagione 1995-96 firma il suo primo contratto all'estero, ingaggiata dal Club Voleibol Pryconsa di Valencia, nella Superliga Femenina de Voleibol, che lascia già nella stagione seguente approdando alla formazione rivale del Club Deportivo Universidad de Granada, dove gioca per due annate; durante questo periodo, terminati gli impegni in Spagna torna in patria per giocare la parte finale della Liga de Voleibol Superior Femenino 1996 e dell'edizione seguente del medesimo torneo, sempre con le Mets de Guaynabo, in seguito rinominate Conquistadoras de Guaynabo.
Nel campionato 1999 ritorna a giocare a tempo pieno in Porto Rico, sempre per le Conquistadoras de Guaynabo, ricevendo il premio di MVP della Regular season e venendo inserita sia nella formazione delle stelle che in quella offensiva del torneo; tuttavia solo nella stagione 2001 riesce a raggiungere nuovamente una finale scudetto, uscendo però sconfitta in questa occasione. Dopo aver saltato per maternità il campionato 2002, torna in campo con le Conquistadoras de Guaynabo nel campionato seguente, premiata come miglior ritorno nel torneo.
Resta legata alle Conquistadoras fino al 2004, anno nel quale cedono il proprio titolo alle Valencianas de Juncos, approdando quindi alla neonata franchigia, dove gioca dalla stagione 2005 alla stagione 2009, aggiudicandosi la Liga de Voleibol Superior Femenino 2007.
Torna quindi alle Mets de Guaynabo nella stagione 2010, restandovi anche nella stagione seguente. Dopo un anno di inattività, ritorna in campo nella stagione 2013 con le Pinkin de Corozal, che lascia poco dopo l'inizio del torneo, ritirandosi definitivamente dalla pallavolo giocata.

### Nazionale
Nel 1990 esordisce nella nazionale portoricana. In quasi un ventennio con la nazionale vince la medaglia di bronzo ai XX Giochi centramericani e caraibici, dove viene premiata come miglior attaccante, e quella d'argento al campionato nordamericano 2009, ritirandosi dalla nazionale al termine del torneo.

### Allenatrice
Nel corso della Liga de Voleibol Superior Femenino 2017 fa la sua prima esperienza da allenatrice, venendo ingaggiata come assistente di Ariel Ortiz dalle Orientales de Humacao

## Palmarès

### Club
- Campionato portoricano: 3

1993-94, 1995, 2007

### Nazionale (competizioni minori)
- Giochi centramericani e caraibici 2006

### Premi individuali
- 1989 - Liga de Voleibol Superior Femenino: Miglior esordiente
- 1989 - Liga de Voleibol Superior Femenino: Miglior muro
- 1989 - Liga de Voleibol Superior Femenino: MVP dello All-Star Game
- 1994 - Liga de Voleibol Superior Femenino: MVP delle finali
- 1994 - Liga de Voleibol Superior Femenino: Miglior muro
- 1995 - Liga de Voleibol Superior Femenino: MVP delle finali
- 1999 - Liga de Voleibol Superior Femenino: MVP della Regular season
- 1999 - Liga de Voleibol Superior Femenino: All-Star Team
- 1999 - Liga de Voleibol Superior Femenino: Offensive Team
- 2000 - Liga de Voleibol Superior Femenino: All-Star Team
- 2003 - Liga de Voleibol Superior Femenino: Miglior ritorno
- 2004 - Liga de Voleibol Superior Femenino: Offensive Team
- 2006 - XX Giochi centramericani e caraibici: Miglior attaccante